# Fritillaria uva-vulpis
Fritillaria uva-vulpis is een plant uit de leliefamilie (Liliaceae). In 1975 heeft Martyn Rix de botanische naam gepubliceerd in Kew Bulletin. De soort wordt vaak verward met de sterk gelijkende Fritillaria assyriaca. Fritillaria uva-vulpis heeft een langwerpige bol en vormt een 30-45 cm lange bloemstengel. De bladeren zijn glanzend groen met soms een grijze waas, afwisselend geplaatst, stijf opstaand en lancetvormig.
Per plant vormen zich in maart en april één tot drie bloemen aan een enkele bloemstengel. De bloemstengel is aan het uiteinde geknikt. De bloemen zijn klokvormig en paarsbruin van kleur met gele randen aan de uiteinden van de kroonbladeren. De kroonbladeren zijn aan de binnenzijde goudbruin en bedekt met onopvallende, gladde honingklieren. In het midden van de bloem bevinden zich de forse stijl met de stamper en de zes meeldraden. Na bevruchting vormen zich gladde zaaddozen. De plant kan zich zowel vermeerderen door middel van zaad als door de bijbolletjes die aan de basis van de “moederbol” worden gevormd. De ontkieming van zaden kan echter langer dan een half jaar duren en het kan zo'n vijf jaar duren voordat een uit zaad opgekomen plant gaat bloeien.
Fritillaria uva-vulpis komt van nature voor op vochtige locaties in korenvelden en hooiweiden op hoogten van 1000-2500 m in het noorden van Irak, het westen van Iran en het zuidoosten van Turkije.
De plant kan in België en Nederland als tuinplant worden gekweekt op goed drainerende, vochtige grond. Een goede locatie voor de plant is een rotstuin. In tegenstelling tot de wilde kievitsbloem (Fritillaria meleagris) en de keizerskroon (Fritillaria imperialis) is de soort in de handel niet algemeen verkrijgbaar. Gespecialiseerde bollenhandelaren kunnen de soort wel in hun assortiment hebben. De plant kan het gemakkelijkst vermeerderd worden door het uitgraven, afnemen van de moederbol en opnieuw uitplanten van de bijbolletjes.

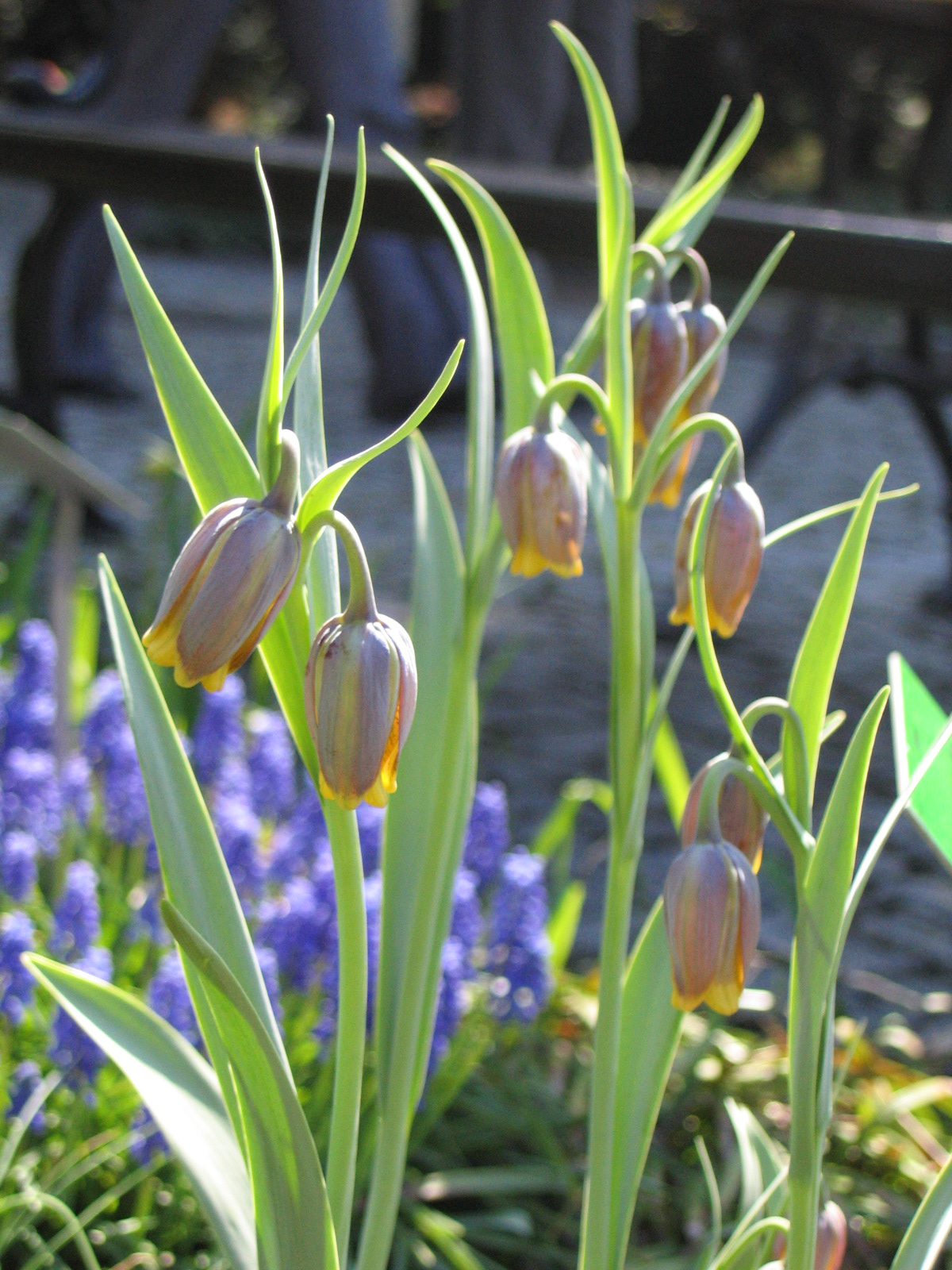
Fritillaria uva-vulpis